# János Parti
János Parti [ˈjaːnoʃ ˈpɒrti] (* 24. Oktober 1932 in Budapest; † 6. März 1998 ebenda) war ein  ungarischer Kanute und Olympiasieger.
Er begann 1951 mit dem Kanusport. Bereits 1952 belegte er bei den Olympischen Spielen in Helsinki den zweiten Platz im Einer-Canadier über 1000 Meter hinter Josef Holeček aus der Tschechoslowakei. 1954 holte er auf der gleichen Strecke Gold bei der Weltmeisterschaft in Mâcon. Bei den Olympischen Spielen 1956 in Melbourne trat er auf der 10.000-Meter-Strecke an und wurde Zweiter hinter dem Rumänen Leon Rotman. 
Nachdem er bei der Weltmeisterschaft 1958 in Prag auf der 1000-Meter-Strecke nur Vierter geworden war, belegte er 1959 bei der Europameisterschaft in Duisburg den zweiten Platz. Ebenfalls in Duisburg verteidigte er seinen Europameistertitel von 1957 auf der 10.000-Meter-Strecke, die er 1961 zum dritten Mal gewann. Bei den Olympischen Spielen 1960 in Rom stand die 10.000-Meter-Strecke nicht mehr auf dem Programm. Parti siegte auf der 1000-Meter-Strecke und erhielt nach zwei Silbermedaillen doch noch olympisches Gold.
Parti gewann insgesamt 18 ungarische Meistertitel. Während seiner Karriere hatte er Englisch und anschließend Jura studiert. Nach seiner Karriere arbeitete er im Schiffbau und als Trainer. In den 1990er Jahren war er Vizepräsident des Ungarischen Kanuverbandes.